# Tom Lynch
Thomas “Tom” Lynch – amerykański piłkarz, reprezentant kraju, grający na pozycji pomocnika.

## Kariera piłkarska
Podczas kariery piłkarskiej występował do 1935 w klubie Brooklyn Celtic. Po 1935 był w kadrze zespołu New York Americans.
W 1934 został powołany na Mistrzostwa Świata. Nie wystąpił w spotkaniu z gospodarzem i późniejszym mistrzem Włochami, przegranym 1:7. Nie odnotowano spotkania drużyny narodowej USA, w których Lynch brałby udział.